# Xã Brown, Michigan
Xã Brown (tiếng Anh: Brown Township) là một xã thuộc quận Manistee, tiểu bang Michigan, Hoa Kỳ. Năm 2010, dân số của xã này là 747 người.